# Federazione di baseball e softball di Trinidad e Tobago
La Federazione trinidadiana di baseball e softball (eng. Baseball Softball Association of Trinidad and Tobago) è un'organizzazione fondata per governare la pratica del baseball e del softball a Trinidad e Tobago.
Organizza il campionato maschile e di softball femminile, e pone sotto la propria egida la nazionale maschile e di softball femminile.